# Isola dell'Incoronazione (Australia)
L'Isola dell'Incoronazione (nome aborigeno: Garlinju) è un'isola dell'arcipelago Bonaparte; è situata al largo della costa nord dell'Australia Occidentale, nelle acque dell'oceano Indiano. Appartiene alla Local government area della Contea di Wyndham-East Kimberley, nella regione di Kimberley.

## Geografia
Coronation Island si trova nella parte centrale dell'arcipelago, tra le insenature di Brunswick Bay e York Sound, e a nord-ovest di Port Nelson. L'isola ha una superficie totale di 40,38 km².
Tra le principali specie della flora dell'isola si segnala il Solanum cataphractum.

## Storia
I proprietari tradizionali dell'area sono i popoli Uunguu del gruppo linguistico Wunambal, che chiamano l'isola Garlinju.
Coronation Island è stata così chiamata da Phillip Parker King il 22 settembre 1820 per commemorare l'anniversario dell'incoronazione di re Giorgio III.
L'insenatura di Careening Bay (a sud-est, interna a Port Nelson 15°06′08″S 125°00′18″E) è il luogo in cui King ha carenato il suo cutter Mermaid per eseguire delle riparazioni. L'equipaggio incise il nome della nave su un albero di boab che è visibile ancora oggi.